# Za późno na wojnę
Za późno na wojnę (alternatywnie jako Wojna w lustrze, ang. The Looking-Glass War) – powieść Johna le Carré, opisująca działalność brytyjskiej agencji wywiadowczej nazywanej Departamentem oraz jej wysiłki zmierzające do utrzymania się przy życiu za wszelką cenę.
W 1969 roku Frank Pierson nakręcił na jej podstawie film pod tytułem Cudzymi rękoma z udziałem m.in. Anthony’ego Hopkinsa w roli Avery’ego. 

## Fabuła
Zadania należące do kompetencji Departamentu systematycznie przekazywane są dla jego bardziej doświadczonego i faworyzowanego odpowiednika - tzw. Cyrku. Nowe niepewne informacje, dotyczące rozmieszczenia sowieckich rakiet z głowicami nuklearnymi w Rostocku tuż przy granicy z RFN, zostają wykorzystane do podniesienia prestiżu agencji. Szef Departamentu, LeClerc, postanawia skierować do akcji naturalizowanego Polaka, Freda Leisera, który po przeszkoleniu ma nielegalnie dostać się na terytorium NRD. 
Popełnione już na początku operacji błędy (zabicie strażnika granicznego, za długi czas transmisji) szybko naprowadzają na jego trop wschodnioniemieckie służby bezpieczeństwa. W tej sytuacji po namowach George Smileya, prawej ręki szefa Cyrku, akcja zostaje przerwana, a Leiser pozostawiony swojemu losowi. Nieświadomy prawdy kontynuuje swoją misję aż do czasu spotkania ze ścigającymi. Jego dalszy los jest nieznany.